# Malerinnenschule Karlsruhe
Frauen hatten es bis ins 20. Jahrhundert schwer einen künstlerischen Beruf zu ergreifen. Der Zugang zu den Akademien blieb ihnen meist verwehrt. Während in Russland Frauen schon ab 1871 an den Akademien studieren konnten, war dies in Deutschland in größerem Umfang erst im Laufe der Weimarer Republik möglich. Abgesehen von Privatateliers einzelner Künstler, standen ihnen lediglich drei größere Lehranstalten mit eingeschränktem Lehrangebot zur Verfügung: die durch Selbsthilfe gegründeten Damenakademien in München und Berlin und die Malerinnenschule in Karlsruhe, welche eine Ausnahme bildete – diese war eine Private Kunstschule mit staatlichem Träger.
Das gesamte, reich gegliederte Unterrichts- und Schulwesen im Großherzogtum Baden, seit 1818 eine konstitutionelle Monarchie, stand im 19. Jahrhundert bis Anfang des 20. Jahrhunderts unter der unmittelbaren Aufsicht und Leitung des Staates. Karlsruhe, Residenz der Kunst, beherbergte nicht nur die Großherzogliche Gemäldegalerie und die Großherzogliche Majolika Manufaktur, sondern auch die 1854 gegründete Großherzoglichen Badischen Kunstschule, welche 1892 zur Akademie aufstieg, die Kunstgewerbeschulen, ab 1878 bis zur Fusion 1920 mit der Akademie, und die 1885 gegründete Malerinnenschule Karlsruhe, welche mit der Zulassung 1919 für Frauen an der Akademie im Jahre 1923 den Unterricht einstellte.

## Malerinnenschule Karlsruhe
Karlsruhe war, vor allem seit Gründung der Staatlichen Akademie der Bildenden Künste Karlsruhe 1854 durch Großherzog Friedrich I. (1826–1907), zu einem Anziehungspunkt für Künstler geworden. Jedoch war kunstinteressierten Frauen der Zutritt verwehrt und diese wichen in private Malschulen aus, wie z. B. die private Zeichenschule für Damen von Alwine Schroedter. Die Nachfrage an professioneller Ausbildung war enorm und Lehrer der Akademie nahmen keine Privatschülerinnen mehr an, sodass 1885 durch die Vereinigung aus privaten Damenklassen eine eigens für Frauen eingerichtete Kunstschule, die „Malerinnenschule Karlsruhe“ gegründet wurde. Am 1. Oktober 1885 wurde die Malerinnenschule unter der Schirmherrschaft von Luise von Preußen eröffnet. Die Schule bestand bis 1923. 1889 wurde ein Ateliergebäude auf dem Anwesen der Kunstschule Karlsruhe Reinhold-Frank-Straße 65 (Westendstraße 65) (an der Ecke zur Hoffstraße) errichtet. In diesem Haus befanden sich insgesamt 29 Ateliers. Nach Bestrebungen der Großherzogin von Preußen konnte hier nun auch der von ihr gegründeten Malerinnenschule ein Domizil geboten werden.
Diese Malerinnenschule wurde als private Institution geführt und sowohl von der Stadt als auch vom Staat bezuschusst. Schülerinnen mussten Schulgeld zahlen und um aufgenommen zu werden, verlangte die Schule von den Schülerinnen Probearbeiten und den Nachweis eines abgeschlossenen Zeichenunterrichts. Auf Antrag gewährte die Großherzogin einigen wenigen Schülerinnen Stipendien, die in der vollständigen oder teilweisen Übernahme der Studiengebühren bestanden. Zudem bestand die Möglichkeit, die Schule als Hospitantin zu besuchen oder an einem der von der Schule angebotenen Ferienkurse teilzunehmen. Unterrichtet wurden die Schülerinnen der Malerinnenschule von Karlsruher Künstlern, die auch an der Kunstakademie oder privat lehrten.
Der Lehrplan der Schule umfasste verschiedene Fächer: Unterschieden wurde zunächst zwischen allgemeinem, vorbereitenden Unterricht, den Malklassen und den Hilfsfächern. Erster umfasste Zeichnen nach Gipsmodellen bzw. dem lebenden Modell, landschaftliches Zeichnen und Zeichnen nach Blumen- und Stillleben. In den Malklassen wurde Blumen-/Stillleben, landschaftliche Studien und figürliche sowie Porträtstudien gelehrt. Die Hilfsfächer sahen eine Unterweisung in der Perspektive, einen Anatomiekurs und das Fach Kunstgeschichte vor. Im Laufe der Jahre wurde der Lehrplan um weitere Fächer ergänzt, u. a. kamen Abendakt- und Kostümstudien wie figürliches Aktzeichnen, Radieren, Lithographieren und Modellieren hinzu. Das Unterrichtsangebot wurde außerdem derart verändert, dass nicht mehr zwischen Zeichen-, Malen- und Hilfsfächern unterschieden wurde, sondern alles nach Sachbereichen gegliedert war. Verglichen mit dem Unterrichtsangebot der Kunstakademie Karlsruhe fehlten im Lehrplan der Malerinnenschule allerdings „der Unterricht in der Historien- und Genremalerei und der dekorativen Architektur“. Den graphischen Unterricht konnten die Schülerinnen immerhin als Hospitantinnen an der Akademie besuchen. Ab 1890 wurde Marine- und Tiermalerei angeboten.
Zu den Initiatoren der Schule gehörten Paul Borgmann (1852–1893), Willi Döring (1850–1915), Edmund Kanoldt (1845–1904) und Max Petsch (1840–1888). Paul Borgmann, welcher in Weimar Schüler von Karl Gussow war, hatte bereits vor der Schulgründung eine Damenklasse in Karlsruhe geleitet. Zu den insgesamt 28 Lehrern, die den Schülerinnen zur Auswahl standen, gehörten vergleichsweise wenig Lehrerinnen, insgesamt vier fanden an der Schule Anstellung.
Im ersten Schuljahr 1885/1886 studierten 44 Schülerinnen an der Malerinnenschule. Die Zahlen stiegen in den kommenden Jahren an, zehn Jahre nach der Gründung besuchten 74 Schülerinnen die Schule. Im Durchschnitt waren pro Jahr 60 Schülerinnen am Institut eingeschrieben.

„KARLSRUHE. Dem soeben erschienenen neunzehnten Jahresbericht der hiesigen Malerinnenschule, die von den Herren Professoren Otto Kemmer und Max Roman geleitet wird, entnehmen wir, daß die Anstalt im verflossenen Schuljahr von zweiundsiebzig, darunter zweiunddreißig neueingetretenen Schülerinnen besucht war und daß an Stelle des ausgeschiedenen Herrn Professor Ritter nunmehr Herr Professor F. Fehr, eine schon in München hervorragend bewährte Lehrkraft, dessen Klasse übernommen hat. Mit dem 3. Oktober beginnt das zwanzigste Schuljahr, wofür Anmeldungen bis zum 15. September einzureichen sind.“

1910 wurde das 25-jährige Jubiläum der Schule gefeiert. Trotz staatlicher Unterstützung geriet die Malerinnenschule danach aufgrund rückläufiger Schülerzahlen immer mehr in finanzielle Bedrängnis. Der Erste Weltkrieg verschlechterte die Lage weiterhin. Mit der Veränderung der Zulassungsbedingungen an den Kunstakademien, die sich seit 1919 allmählich auch für Frauen öffneten, in Karlsruhe ab dem Wintersemester 1919/20, gingen die Zahlen eingeschriebenen Schülerinnen der Malerinnenschule weiterhin zurück, bis 1923 schließlich der Unterricht eingestellt und die Schule geschlossen wurde. Hierüber informiert ein Schreiben des Kultusministeriums: „Erklärung: Die Malerinnenschule hat seit dem Jahre 1923 zu bestehen aufgehört.“

## Lehrer
- Resi (Therese) Borgmann (1861–1945),[10] die Schwester Paul Borgmanns, unterrichtete die Fächer Zeichnen und Blumen-/Stilllebenmalerei
- Walter Conz (1872–1947), Leiter der Radierklasse
- Friedrich Fehr (1862–1927), figürliche Malerei
- Margarethe Hormuth-Kallmorgen (1857–1916), Blumen- und Stilllebenmalerei
- Otto Kemmer (1853–1931), Maler, Direktor der Malerinnenschule[11][12]
- Carl Langhein (1872–1941), Lithografie
- Wilhelm Nagel (1866–1945), Landschaftsmalerei[13]
- Leopold von Pezold (1832–1907), Literatur und Ästhetik
- Käthe Roman-Försterling (1871-unbekannt), Buchschmuckkünstlerin und Keramikerin
- Max Wilhelm Roman (1849–1910), ab 1886 Lehrer, ab 1895 Leiter der Malerinnenschule[14][15]
- Wilhelm Sauer (1865–1929), Bildhauerei
- Georg Schreyögg (1870–1934), Bildhauerei
- Helene Stromeyer (1834–1924), Leiterin der Blumenklasse
- Heinrich Weltring (1847–1917), Lehrer für Modellieren

## Schülerinnen (Auswahl)
- Clarita Beyer
- Karoline Borchardt
- Sonja Delaunay-Terk[16]
- Fridel Dethleffs-Edelmann
- Else Engler
- Jenny Fikentscher
- Senta Geißler
- Elsbeth Gropp
- Clara Grosch
- Elsbeth Harbers
- Else Holzschuh
- Dora Horn-Zippelius
- Elise Hunziker
- Tyra Kleen
- Anna Klein
- Maria Krauskopf
- Margarethe von Reinken
- Bertha Schmieth
- Sophie Stinde
- Helene Wallrath

## Geschichte
Während Künstler seit Jahrhunderten an Kunstakademien (Akademien der Bildenden Künste) eine professionelle und umfassende Ausbildung erhalten konnten, blieben für Frauen die Akademien in Deutschland, von wenigen Ausnahmen abgesehen, bis in das 20. Jahrhundert hinein verschlossen. Noch im 19. Jahrhundert bedeutete es für Frauen eine Herausforderung, sich zur professionellen Künstlerin ausbilden zu lassen. Erst mit der gesetzlichen Gleichstellung von Mann und Frau im Jahre 1919 wurden Frauen zu den „Akademien der Bildenden Künste“ zugelassen.
Frauen fehlte eine der Akademie vergleichbare Einrichtung. Eine künstlerische Ausbildung konnten angehende Künstlerinnen nur mehr an teuren Privatschulen erhalten. Im Zuge der durch die Frauenbewegung ausgelösten zahlreichen Frauenvereinsgründungen des 19. Jahrhunderts schlossen sich zahlreiche Künstlerinnen zusammen, um die Ausbildungssituation auch im Bereich der Kunst zu verbessern. Von dieser Selbsthilfe der Frauen im Allgemeinen ausgehend, entstanden bald entsprechende Vereinigungen auf künstlerischem Gebiet und weibliche Kunstschaffende gründeten in Eigeninitiative, zunächst auf regionaler Ebene, Vereine und Gruppierungen, wie z. B. der „Verein der Berliner Künstlerinnen und Kunstfreundinnen“ (1867), der „Münchner Künstlerinnenverein“ (1882), die „Malerinnenschule Karlsruhe“ (1885). Es entstanden die sogenannten „Damenakademien“, die den Frauen ein Kunststudium ermöglichten, welches dem an der „Kunstakademie“ ähnlich war.
Übergreifendes Ziel der Zusammenschlüsse war eine Verbesserung des Lehr- und Ausbildungsangebotes für Künstlerinnen. Schon bald gab es überregionale Vereinigungen: 1908 schloss man sich mit neun Vereinen zum Bund deutscher und österreichischer Künstlerinnenvereine zusammen; 1913 entstand der Frauenkunstverband, 1926 wurde, durch Initiative von Ida Dehmel, die GEDOK (Gemeinschaft Deutscher und Österreichischer Künstlerinnenvereine aller Kunstgattungen) gegründet.
In Deutschland untersuchte Gerlinde Brandenburger-Eisele in ihrer Magisterarbeit die Malerinnenschule Karlsruhes (1980). In Karlsruhe wurden die Unterlagen der Akademieverwaltung durch die Kriegseinwirkungen 1942 und 1944 fast komplett zerstört; die restlichen Unterlagen befinden sich im Generallandesarchiv Karlsruhe. In Bezug auf die Kunstakademie ist dort v. a. der Bestand GLAK 235 („Landeskunstschule“) von Interesse; daneben gibt es verschiedene Nachlässe, die teilweise Aufschluss über die Kunstakademie gewähren. Die Akademie selbst besitzt keine für den untersuchten Zeitraum relevanten Akten. Das Stadtarchiv Karlsruhe verfügt über einige Materialien zur Malerinnenschule Karlsruhe, u. a. eine Sammlung von Zeitungsartikeln zur Schule und diverse Jahresberichte der Institution. Zur Kunstakademie bewahrt das Stadtarchiv keine Archivalien auf.